# De Ooijevaar
De Ooijevaar (ook wel als De Ooievaar gespeld) is een oliemolen direct ten zuiden van de Zaanse Schans in de gemeente Zaanstad.
Oorspronkelijk gebouwd in 1622 te Assendelft waar hij aan de Delft heeft gestaan ter hoogte van de Kerkbuurt, de molen had toen nog geen naam.
De molen werd in 1670 gekocht door Cornelis Adriaansz van de Leij die de molen liet afbreken waarna hij op zijn huidige locatie werd herbouwd en is daarna in gebruik geweest voor het slaan van olie en later voor onder andere het malen van doppen en cacaoafval. De molen kwam in 1936 definitief buiten bedrijf. In 1955 ontfermde de Vereniging De Zaansche Molen zich over de molen en in 1956 werd de molen geheel gerestaureerd. Hierbij werd onder andere het complete bovenachtkant vervangen. Na restauraties in 1978 en kort na 2000 is de molen weer op vrijwillige basis in bedrijf.
De biotoop van de molen is sterk aangetast door de grote fabriekshallen van Duyvis die naast de molen staan. Als gevolg van de ligging op het terrein van deze ondernemer kan de molen ook niet bezichtigd worden.